# Евтим Спространов
Євтим Спространов — публіцист, письменник, громадський діяч, дослідник, учасником національно-визвольного руху македонських болгарів Використовавує псевдоніми, такі як Анін, Беш чинар, Д. Угринов, Е. Марклуєв, Карабурун, Кирил, Мітре Ристовічин, Христо Генин, Цв. Ангелов Бугарін і Охридчанин.

## Біографія
Евтим Спространов народився в Охриді 15 січня 1868 року. Його батько Ангел Спространов був членом  Орхидської змови  1880 — 1881 рр. Початкову освіту здобув у рідному місті, а потім у Солунській болгарській чоловічій гімназії в Салоніках. У 1888 — 1889 навчальному році перебував у трикласному училищі у Крушево, потім навчався в Київській духовній семінарії та на юридичному факультеті Московського університету. Через проблеми зі здоров'ям повернувся і оселився в Софії в 1891 р., де був викладачем Софійської державної гімназії (1891 — 1894) і працював у Міністерстві народної освіти. Як секретар професора Івана Шишманова, Евтим Спространов допомагав у редагуванні "Сборника за народни умотворения, наука и книжнина".

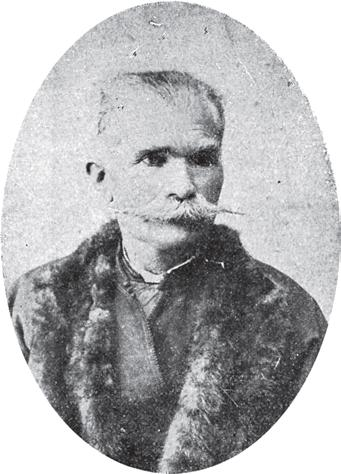
Ангел Спространов, батько Евтима Спространова.

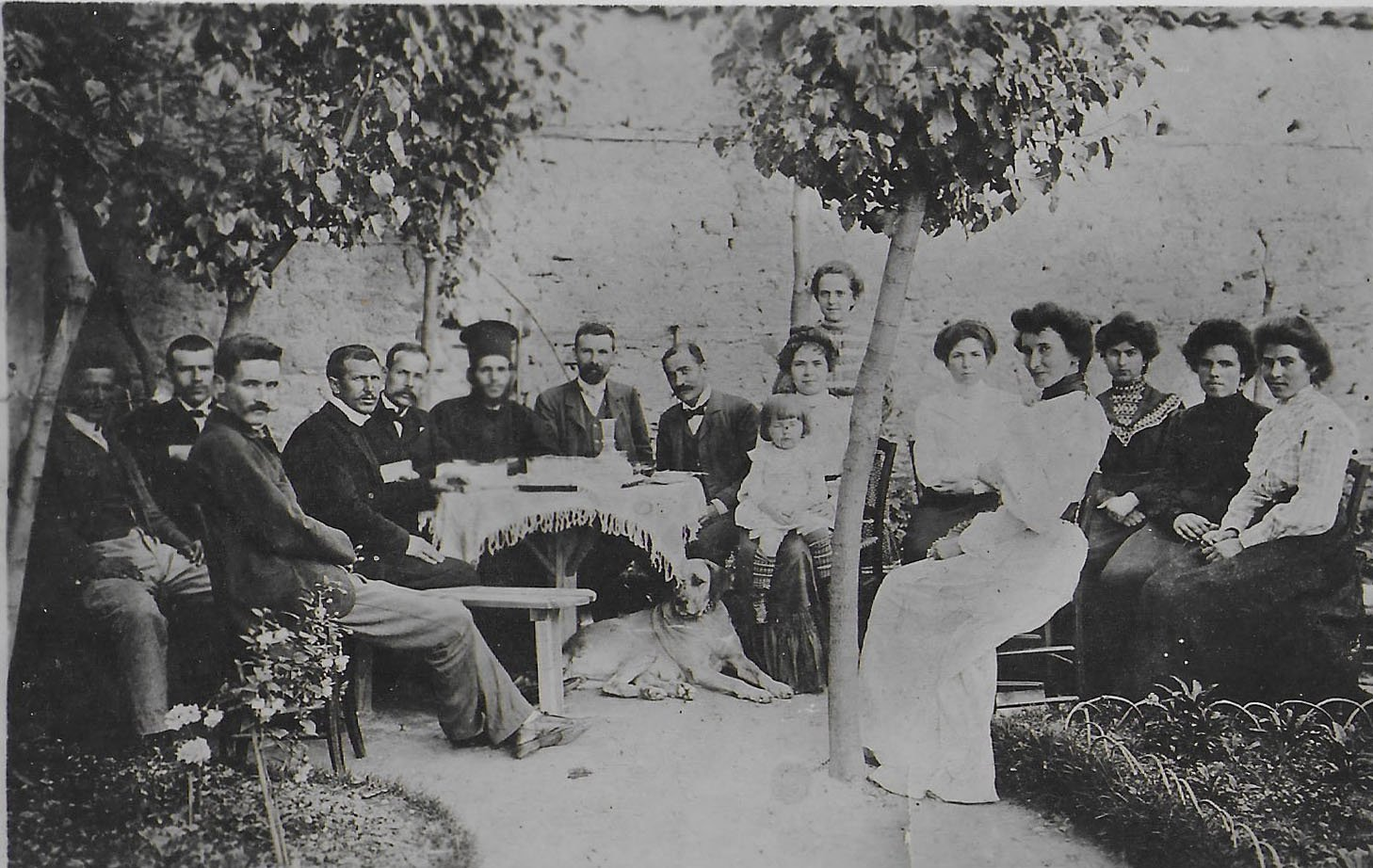
Зліва направо - вчителі Георгій Кулішев, Тенчо Тенчов, Нікола Хаджиташов, Нікола Сурльовський, Антон Костов, Евтим Спространов і Димитар Михайлов. Серед них священник Олександр Попевтимев. Серед жінок викладачі Марія Хаджипопова, Катерина Бадачева (з Воден), Катерина Н. Телятинова (з Дойрану) і Марія Поппетрова (з Дойрану).

У 1892 р. Евтим Спространов брав участь у заснуванні Літературного товариства «Младата македонска книжовна дружина» і був співробітником друкарні журналу «Лоза». Разом зі своїми однодумцями — Пітер Попарсов, Тома Карайовов, Христо Коцев, Димитар Мирчев, Андрій Ляпчев, Наум Тюфекчиєв, Георгі Баласчев, Коста Шахов, відомими як і винороби, марно пропонує реформувати норми болгарської мови і розширити її словниковий запас за рахунок більш повного представлення західно-болгарських діалектів. Евтим Спростронов був головою Софійського македонського товариства, а в 1895 р. його обрали членом керівництва Першого македонського конгресу, згодом названого Верховним македонсько-одринським комітетом (HMОК). Внутрішня боротьба, що мала місце в наступні роки, і протиріччя всередині ВМОРО розчарували Спространова і він тимчасово відійшов від активної революційної діяльності.
У 1897 р. народився його син — майбутній письменник Димитар Спространов (1897 — 1967). 

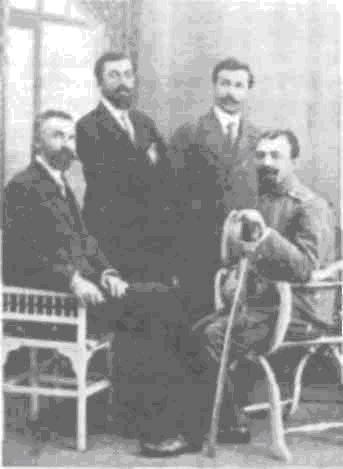
Евтим, Атанас, Димче, Тома Спространови.

У 1903 році Евтим Спространов був одним із засновників Верховної еміграційної комісії в Софії, що у співпраці із закордонним представництвом ВМОРО збирала допомогу та кошти для потерпілих в Македонії та Едірне. У 1904 році Спространов повернувся до Македонії як директор болгарського жіночого училища в Бітолі, але був виключений турецькою владою. Встигнувши зустрітися з головним османським інспектором сільського населення Македонії та Едірнських пагорбів Хілмі-пашею, Спространов отримав дозвіл залишитися в Македонії як інспектор болгарських училищ у Санджаку в Салоніках. У 1905 р. на рильському конгресі ВМОРО Спространов був одним зі соратників Даме Груєва і був обраний резервним членом  центрального комітету ВМОРО. У цьому ж році він допомагав у видавництві газети "Автономна Македонія", яка виходила в Белграді.
Влітку 1906 року Спространов був змушений залишити Салоніки, оселився в Софії і працював депутатом у Міністерстві народної освіти. У той час він контактував з низкою діячів ВМОРО —Христо Матовим, Тодором Александровим, Петром Чаулевим, Аргіром Манасієвим та іншими, автор багатьох статей у пресі про революційно-просвітницьку роботу болгарів в Македонії та Едірне.
На Кюстендильському конгресі ВМОРО в 1908 Евтим Спространов був одним з лідерів правого крила організації, висловлювався з приводу братовбивчої боротьби, ініційованої крилом Яне Санданського, і наполягав на посиленні боротьби проти сербської та грецької пропаганди в Македонії.
Після молодотурецької революції 1908 р. Спространов знову був учителем в Македонії — у жіночій школі в Салоніках, а з липня 1908 — інспектором шкіл у Битольському. Бере активну участь у діяльності Спілки конституційних клубів Болгарії, який об'єднував представників правого крила ВМОРО та представників болгарських вчителів у цій області. У 1909 Евтим Спространов був редактором профспілкової газети «Отечество». У 1910 — секретар митрополита в Едірне і одним з активістів громадської організації "Българска матица". У 1912 році був редактором екзархійської газети «Вести» в Константинополі.
У 1912 — 1913 рр. Евтим Спространов був окружним управителем у звільненому під час Балканської війни Штипі , а потім займав адміністративну посаду в Кілкісі.
Після Другої Балканської війни Спространов брав участь у спробі об'єднання в Національний союз, опублікувавши серію наукових робіт у газеті «Вечерна поща».

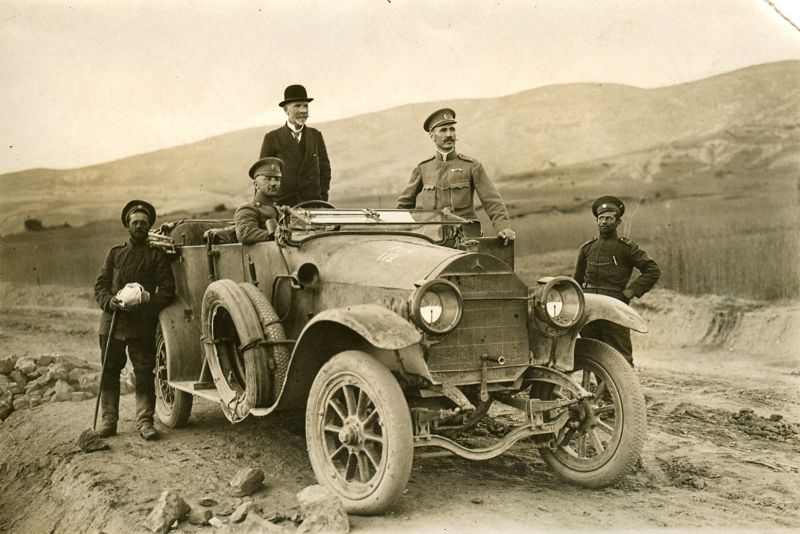
Полковник Димитар Мустаков, охридський окружний управитель Евтим Спространов та інші на археологічних розкопках на некрополі Требеништа, 15 червня 1918 р.

У 1914 р Євтим Спростанов став членом масонської ложі , до складу якої входили інші керівники македонського руху — Тома Карайовов, Александар Протоґеров та інші, сподіваючись використати масонство для цілей своєї справи.
Під час Першої світової війни у 1917 — 1918 рр. був управителем округу в рідному місті Охрид. Після закінчення війни працював інспектором Духовного відділу Міністерства закордонних справ і релігій. Представник Охридського братства на Установчих зборах Спілки македонських еміграційних організацій, що відбувся в Софії з 22  по 25 листопада 1918 р.
Брав активну участь у наданні допомоги біженцям з Македонії, західних околиць і Едірненської Фракії. Голова Софійського македонського товариства. Неодноразово обирався головою Охридського товариства культури "Св. Климента" і Охридського опікунства фондами, секретарем Ілінденської організації і заступником голови Національного комітету Спілки македонських братств. У 1923 — один із засновників Македонського науково-дослідного інституту. Бере участь у створенні таємної Македонської дружби — організації, яка має на меті зберегти болгарські общини у Македонії мирними засобами.
Після вбивства Тодора Александрова в 1924 р. і наростаючих розбіжностей у ВМОРО Евтим Спространов у зблизився в поглядах з генералом Александром Протогеровим. Приєднався до Національного комітету Спілки македонських емігрантських організацій. Разом з Йорданом Мірчевим відмовляється вимагати відставки Георгі Кулішева, головного редактора газети «Македонія», який після вбивства Александра Протогерова в липні 1928 опублікував різку критику на Івана Михайлова . На 7-му конгресі Спілки македонських емігрантських організацій в 1928 р. залишає Національний комітет в знак протесту проти політики, що проводиться керівництвом .
Евтим Спространов помер 5 липня 1931 р. в Софії.

## Творчість

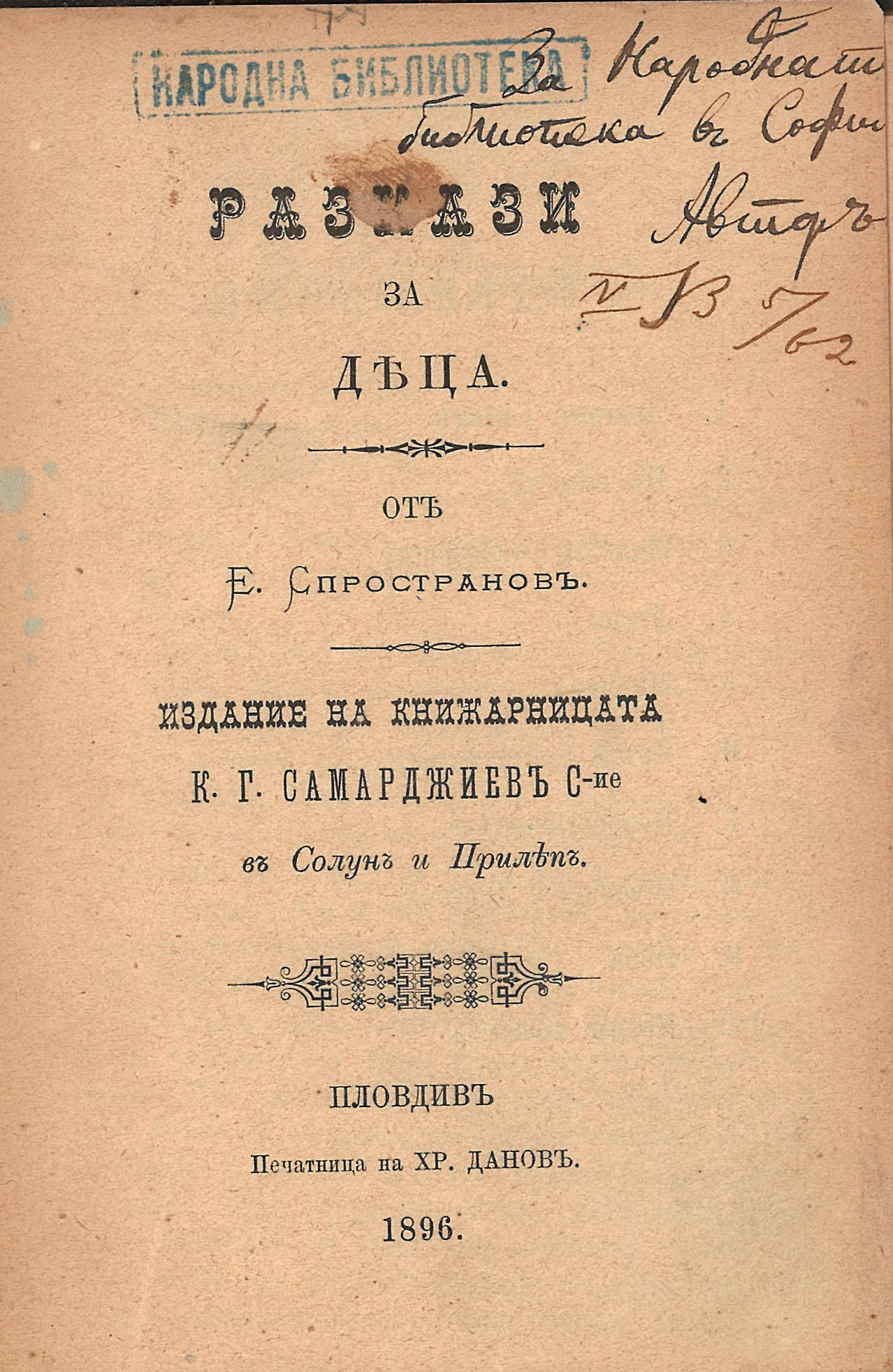

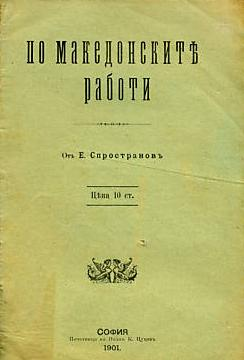

Евтим Спростронов є автором великої кількості публікацій про життя і діяльність видатних діячів, що брали участь у національно-визвольній боротьбі македонських болгарів, а також про минуле міста Охрид. Його перші наукові праці публікуються на сторінках “Сборника за народни умотворения, наука и книжнина”, де його увага  в основному зосереджується на рідному місті та деяких лінгвістичних проблемах. Опублікував архіви і писав нариси про життя і творчість видатних діячів Відродження — Петко Славейкова, Братів Міладінових, Дімітара Матова, Нешо Бончева, Цані Гінчєва та інших.
У 1900 був відправлений Священним Синодом у Рильський монастир для вивчення та систематизації рукописів у місцевій бібліотеці, внаслідок чого згодом були опубліковані інвентаризовані ним рукописи монастирської бібліотеки.
Спространов також пише вірші, якими він залишається незадоволеним і відмовляється продовжувати оповідання для дітей і дорослих. Деякі його поетичні твори написані в дусі народної пісні — поеми „Македония тъжи“ (1891), „Оплакването на Мара“ (1894) та інші.
Найважливішу роль у роботі Евтима Спространова займає журналістика, присвячена македонському питанню. Він публікується в ряді періодичних видань, серед яких редакції газети «Отечество» і «Вести», журнали «Ученически другар», « Детска забава », «Народен страж», «Покровител на животните». Крім того, співпрацював з журналами "Периодическо списание" Болгарського літературного товариства, Сборник за народни умотворения, наука и книжнина“, „Училищен преглед“, „Лоза“, низкою газет — „Пряпорец“, „Заря“, „Куриер“ та ін.
Використані Спространовим псевдоніми: Един Македонец, Бугарин, Беш-Чинар, Охридчанин, Македонец, Ангел Спространов, Анин, Кирил, Три звезди, Е.С., А.Б.В., Спр., Евтим, Е. С-в, Карабурун, Митре Спасов, Мойсо Митрески, Орешков та інші.

## Дослідження праць Евтима Спространова
Користуючись тимчасовими і не дуже чіткими коливаннями Евтима Спростанова, вираженими окремими документами з його багатої документальної спадщини, і змішуючи висловлювання іноді політичного сепаратизму з етнічною приналежністю, деякі автори Македонії визнають, що Евтим Спростанов був одним з творців македонізму. Гане Тодоровський визначає Спространова як попередника Місіркова, який вагався між "ідеєю єдиної македонської нації і опорою того часу, домінуючою теорією болгарського характеру македонського народу".
Наприклад, 20 липня 1902 року він пише лист Стефану Дедову, який у той час видавав «Балкански гласник» у Белграді, де говориться наступне: 
| " | Протягом довгого часу, брате, я проповідую, аби відкласти вбік те, що християнське населення в Туреччині є нацією, але подивимося на його муки і страждання. Чому ми мусимо дивитися на неї як на болгарську або сербську, а не на християнську або загальнослов'янську, а потім, з усією нашою силою, допомагати йому відірватися від турецького насильства і звірства? Ця ідея дуже симпатична, і я не можу не думати, що ви перші просунули її до Сербії, хоча й ризикуєте великими неприємностями... | " |

Проте 26 червня 1903 р. він записав у щоденнику: 
| " | Македонська революція - це болгарська революція. Це продовження того, що почалося в 1876 році. Її метою було звільнення болгарського народу. Оскільки він не повністю звільнився, ця революція продовжувалася доти, доки нарешті не визріла в Македонії, розвинувшись і набравши великих масштабів. Тепер питання полягає в наступному: чи повинен болгарський народ підтримувати її, щоб завершити справу? - Ви повинні. Якщо болгари цього не зроблять, вони будуть наступати на свій народ: македонці борються і страждають як болгари, а не як македонці. | " |

## Твори

### Самостійні видання
- Веселин. Повест из нашия обществен живот, С. 1893
- Разкази за деца, Солун-Пловдив 1896
- Султанът и управлението в Турция. Сказка, С. 1900
- "Опис на ръкописите в библиотеката при Св. Синод на Българската църква в София", София, 1900 година [Архівовано 26 січня 2021 у Wayback Machine.]
- "Приказки от Крушово (Македония); (По миячки говор)", София, 1900 г. [Архівовано 7 січня 2021 у Wayback Machine.]
- По македонските работи, С. 1901
- Опис на ръкописите в библиотеката при Рилския манастир, С. 1902
- Приказки за деца, ч.I, С. 1902
- Вътрешните врагове на България и анонимните им писма, Варна, б.г.
- Почивка. Приказки за деца, С. 1904
- Живот, дела и страдания на светите евангелисти и светите апостоли, С. 1904
- Китка. Сбирка от приказки, С. 1904
- Свети Наум. Живот и легенда, С. 1904
- "Екзархията и църковно-училищното дело в Македония и Одринско", София, 1907 година [Архівовано 26 січня 2021 у Wayback Machine.]
- Среща. Разказ, С. 1915
- "Отзвуци", София, 1924 г. [Архівовано 26 липня 2020 у Wayback Machine.]
- Сегашната носия на жените е ли признак на голямо морално падение, С. 1925
- На причастие. Разказ, С. 1927
- Евтим Спространов. Дневник, Т.I (1901-1907), Предговор Александър Гребенаров, Съставители: Гребенаров, Ал., Милкана Бошнакова, Георги Царев. С. 1994

### Дослідження та статті
- "Защо бегат българите от Македония?" [Архівовано 25 лютого 2021 у Wayback Machine.], публикувано във в-к "Македония", 8 декември 1926 г.
- "Защо се преселихме тука. (Чертици из живота на албанците и македонските българи)" [Архівовано 16 лютого 2019 у Wayback Machine.], публикувано в сп. "Лоза", год. I, книжка V, София, май 1894 година
- "По възраждането на гр. Охрид" [Архівовано 29 жовтня 2019 у Wayback Machine.], Сборник за народни умотворения, наука и книжнина, XIII, 1896, с.621-681
- "Първата българска черкова в Солун" [Архівовано 24 червня 2016 у Wayback Machine.], публикувано в сп. "Славянски Глас", книжка II, година V, София, 1907 г.
- "Братя Миладинови. (По случай 50-годишнина от смъртта им)" [Архівовано 25 лютого 2021 у Wayback Machine.], публикувано във сп. "Българска сбирка", год. XIX, кн. II, София, 1 февруари 1912 г.
- Материали за биографията на братя Миладинови, Училищен преглед, 17, 1912, с.17-31